# Klaret
Klaret – słodki napój znany w średniowiecznej Europie i kuchni staropolskiej. Przygotowywany był z młodego lub skwaśniałego wina, do którego dodawano różnorodne przyprawy korzenne, imbir, gałkę muszkatołową, goździki oraz miód. 
Od XVI wieku produkowano go w Polsce z importowanych win hiszpańskich i reńskich.